# محام
المحامي هو شخص متخصص بالقانون يمارس مهنة قانونية تخوله مساعدة عملائه وتمثيلهم أمام المحاكم بناء على القوانين المعمول بها في كل بلد على حدة، والمحامي قد يجاز للمرافعة أمام بعض المحاكم دون غيرها، فمثلاً المحامي الذي تحت التدريب لا يجوز له تقديم المرافعات باسمه إلا في المحاكم الجزئية دون غيرها أما في المحاكم الابتدائية فيجب أن تكون باسم المحامي مدير التدريب، وقد يجاز المحامي بالترافع أمام المحاكم الابتدائية أو الدرجة الأولى لكنه غير مخول للمرافعة أمام المحكمة العليا أو المحكمة الدستورية بل تَكون هناك شروط معينة كمدة الخدمة والتزامه بالجداول النقابية ولوائح النقابة الداخلية وأن يكون مقيداً بجداول المحاكم العليا كمحكمة النقض والمحكمة الدستورية العليا، واختصاص المحامي يكون باختياره ولا يلزم بالتقيد بهذا الاختصاص فمثلاً المحامي الجنائي يستطيع الترافع في القضايا المدنية وهكذا طالما أنه في نفس الدرجة أو في الدرجة التي تعلو الاختصاص الأخر. وهناك نقابات أو جمعيات تنظم مهنة المحاماة، ويتقيد المحامون بقوانينها وأنظمتها إضافة إلى دورها في حماية مهنة المحاماة والمحامين ومنحهم الامتيازات، كذلك لها دور في تنظيم العلاقة بين المحامين وموكليهم.

## المهام
المهام الأساسية تتمثل في التمثيل والدفاع والمساعدة القانونية لمن يطلب ذلك مقابل مبلغ مالي أو تطوعًا وقد تكلف المحاكم الجنائية محاميًا للدفاع في الحالة التي لا يستطيع فيها المتهم دفع أتعاب المحامي. ولذلك، فإن مهنة المحاماة مهنة شاقة تحتاج إلى مجهود كبير. يمكن تلخيص ذلكَ في النقاط التالية:
- المرافعة أمام المحاكم المدنية
- الدفاع عن المتهمين في القضايا الجنائية
- التحكيم والمصالحة والوساطة بين الخصوم
- الإنابة وتمثيل الأشخاص أمام الجهات الحكومية وغير الحكومية
- إعداد العقود بكافة أنواعها
- مساعدة القضاء في بيان الحقيقة
- تسهيل إجراءات التقاضي بين الأفراد
- تقديم الاستشارات القانونية
- إعداد المذكرات القانونية
- الإشراف على مدى قانونية أعمال المؤسسات الخاصة والأهلية

## تنظيم المهنة

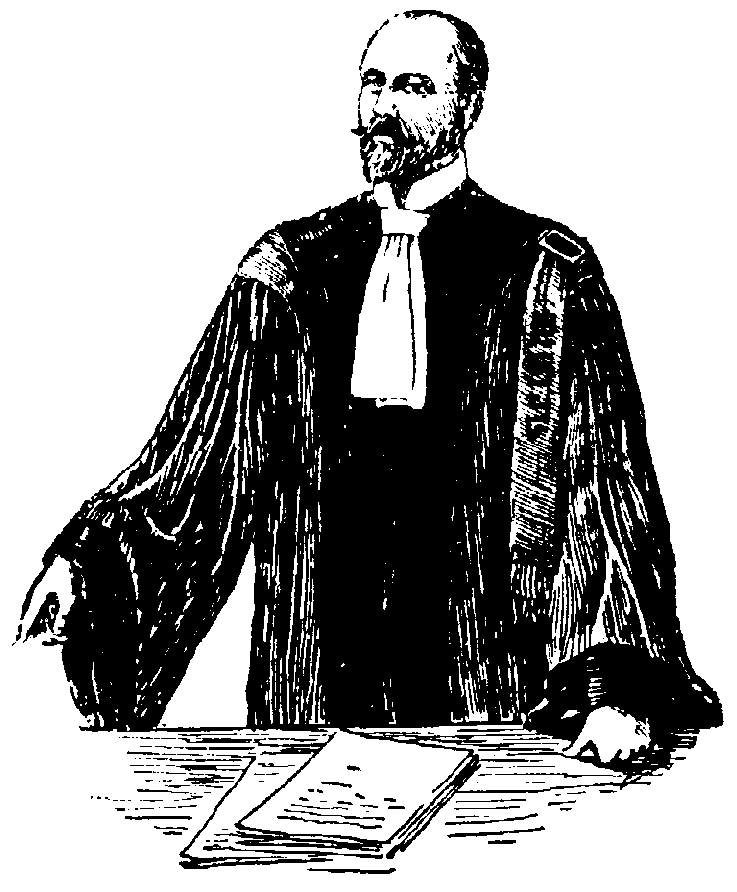
محامي أثناء المرافعة

المحاماة مهنة حرة تشارك السلطة القضائية في استظهار الحقائق لتحقيق العدل وتأكيد سيادة القانون، ويطلق على من يمارس مهنة المحاماة محامي أو مستشار قانوني.
وهى مهنة قائمة على تقديم المساعدة للأشخاص الطبيعيين والاعتباريين في اقتضاء حقوقهم والمعاونة في العمل وفقا للقوانين المتبعة في كافة المجالات والدفاع عن حقوق الآخرين والتوعية القانونية للمواطنين بحقوقهم وواجباتهم.
إن المحاماة مهنة كتمان السر والشرف فلا يحق لمن يعمل بها أن يفشي أسرار عملاؤه، فقد وثقوا به ووضعوا ثقتهم فيهِ، ويحكم ممارسة مهنة المحاماة القانون.
ولهذا لا يستطيع ان يُنكر أحد أن المحاماة لازمة من لزوميات العدالة، وضرورة من ضرورات تحقيقها، والعدالة كل كامل لا يتجزأ ولا يتقطع وإلا انهار وانعدم. لذلك يقول صولون إنه:«لا يمكن تصور حكم بدون مدافع أو حكم بغير دفاع»

## نقابات المحامين
وفي كل دول العالم يوجد نقابة للمحامين تجمعهم يطلق عليها اسم نقابة المحامين وتهتم هذه النقابة بشؤون المحامين ورفع مستوى المهنة ومراقبة المحامين للسمو بهم عن كل شبهة ورفع مستواهم المهني والأخلاقي، والتصدي لاي اعتداء من قبل السلطة التنفيذية على الحريات والحقوق العامة، فنقابات المحامين إحدى الجهات الواجب عليها التصدي لاي اعتداء على الحريات أو خرقها وهي معاونة للسلطة القضائية في تحقيق العدالة وانصاف المظلومين والحفاظ على توازن العلاقة بين النظام الحاكم والمواطنين.
ويتوجب على المحامي ممارسة عملهِ بكل أمانة وصدق مع موكلهِ وتحت طائلة المسؤولية.
للمحامي حق الاطلاع علي الدعاوي والأوراق القضائية والحصول علي البيانات المتعلقة بالدعاوي التي يباشرها